# Гумнище (Червенский район)
Гумнище (бел. Гумнiшча) — бывшая деревня в Червенском районе Минской области Белоруссии, ныне часть деревни Колодежи.

## Географическое положение
Расположена в 13 км северо-восточнее райцентра, в 74 км к юго-востоку от Минска, в 30 км от железнодорожной станции Пуховичи линии Минск—Осиповичи, в 2,5 км (по дороге, по прямой — 1,7 км) от автодороги M-4 Минск—Могилёв.

## История
На 1917 год Гумнище упоминается как урочище в составе Хуторской волости Игуменского уезда Минской губернии, здесь было 42 жителя (16 мужчин и 26 женщин). По другим данным, деревня основана в начале 1920-х в рамках проведения политики «прищеповщины», предполагавшей расселение крестьян на хутора. На начало 1930-х деревня насчитывала 10 дворов. Во время Великой Отечественной войны не вернулся с фронта один житель деревни В 1966[уточнить] году деревня Гумнище была включена в черту деревни Колодези.

## Современность
В настоящее время территорию Гумнища занимает восточная часть улицы Восточная деревни Колодежи. Среди местных и сегодня употребляется ряд мелких топонимов.